# TCS-OX2-29
TCS-OX2-29 je lek koji je nepeptidni selektivni antagonist oreksinskog receptora tipa 2. Njegova 50 vrednost je 40 nM. On je oko 250 puta selektivniji za OX2 nego 1 receptor. Za oreksinske antagoniste se smatra da će naći upotrebu u lečenju insomnije. Selektivni antagonisti poput TCS-OX2-29 potencijalno pružaju specifičnije dejstvo nego nesektivni oreksinski antagonisti, kao što je almoreksant.

## Spoljašnje veze
|  | Molimo Vas, obratite pažnju na važno upozorenje u vezi sa temama iz oblasti medicine (zdravlja). |